# Дальній Кужнур
Дальній Кужну́р (рос. Дальний Кужнур, марій. Умбал Кужнур) — присілок у складі Моркинського району Марій Ел, Росія. Входить до складу Моркинського міського поселення.

## Населення
Населення — 35 осіб (2010; 25 у 2002).
Національний склад (станом на 2002 рік):
- марійці — 100 %